# Milice de Jésus-Christ
 (mai 2023).
La Milice de Jésus-Christ (italien : Milizia di Gesù Cristo) est un ancien ordre militaire en Lombardie au Haut Moyen Âge. Elle fut fondée à Parme par Barthélemy, évêque de Vicence, dominicain, en 1233 et approuvée par le pape Grégoire IX, qui lui donna une règle en 1234, et la plaça sous la juridiction des dominicains.

## Histoire
Son objectif principal était de combattre l'hérésie, comme le catharisme et le vaudois, et de renforcer le lien entre l'Église romaine et la noblesse locale. À l'imitation de l'Ordre de Santiago, les membres de la milice ne faisaient pas vœu de chasteté, ni ne vivaient en communauté ou dans la pauvreté. Les membres étaient à leur tour divisés en deux classes : la haute noblesse urbaine et la bourgeoisie. La nature urbaine de la milice signifiait qu'elle mettait l'accent sur l'aide aux plus faibles et aux défavorisés dans les villes. Les membres étaient tenus de se confesser trois fois par an (à Pâques, à Noël et à la Pentecôte) et de réaliser des actes de dévotion liturgique quotidiennement ou toutes les heures.
Il y avait également des réunions mensuelles pour l'instruction biblique des membres, dirigées par des frères dominicains. Les chevaliers de l'ordre portaient même la tunique blanche et la chape noir des dominicains. L'officier en chef de la Milice était le maître général, qui décidait des opérations militaires auxquelles les membres pouvaient participer lorsqu'ils étaient appelés par le pape ou l'évêque local. La Milice était principalement active dans les environs de Parme, en Italie, mais disparaît des archives après 1261, lorsqu'un nouvel ordre, l'ordre de la bienheureuse Vierge Marie, prend le relais.
Il existe une certaine confusion entre la Milice fondée en Lombardie en 1233, et l'institution dite de la Milice de la Foi de Jésus-Christ, un ordre pénitentiel, fondé par Saint Dominique lui-même pour combattre les Cathares dans le sud de la France au plus fort de la Croisade des Albigeois.
En 1870, l'Ordre religieux est refondé à Rome, puis conformément à la doctrine du concile Vatican II, la Milice de Jesus Christ devient en 1981 une association de droit pontifical reconnue par l'Eglise catholique,.